# Межрёберная невралгия
Межрёберная невралгия (др.-греч. νεῦρον — «нерв» и ἄλγος — «боль»), или торакалгия — это заболевание периферических нервов, характеризующееся наличием болевого синдрома в груди, вызванного сдавливанием или раздражением нервных корешков межреберных нервов.

## Симптомы
Острая, пронзающая, ноющая, жгучая или тупая боль в области рёбер, которая проявляется приступами или периодически, при которой человек страдает от боли на вдохе, что мешает нормально дышать.
Приступы иногда сопровождаются подёргиванием мышц, потоотделением, сильным покалыванием в грудной клетке, кожа приобретает красный или бледный оттенок.
При резком движении, чихании, изменении положения тела, кашле болевые ощущения усиливаются.
Болезненные ощущения могут быть при надавливании на определённые точки, расположенные на спине, вдоль грудной клетки, позвоночника, в зоне межрёберных промежутков.
Боль при невралгии отзывается не только в области сердца, возможны болевые ощущения под лопаткой, в области ключицы и поясницы.
Непосредственно в самом месте повреждения нервных волокон наблюдается онемение.
Дифференциальная диагностика по клиническим проявлениям — важный этап в лечении пациентов. Прежде всего, необходимо исключить патологию сердца, так как лечение межрёберной невралгии и заболеваний сердца требуют разных методов терапии, а неправильная диагностика и упущенное время при сердечной патологии могут иметь решающее значение для состояния пациента. Отличия состоят, прежде всего, в том, что:
- при невралгии боль в груди сохраняется длительное время, и днём, и ночью;
- боль усиливается при изменении положения тела в пространстве, кашле и чихании, глубоком вдохе и выдохе, резких движениях, при прощупывании или сдавливании грудной клетки.

При заболеваниях сердца, в частности стенокардии, возникающие боли быстро проходят через 5—10 минут или снимаются приёмом нитроглицерина. Движения и изменение положения тела, кашель и глубокое дыхание не вызывают усиления сердечной боли, но могут сопровождаться нарушением ритма сердечных сокращений и изменением артериального давления. Для исключения вероятности сердечной патологии при наличии болей в грудной клетке или под левой лопаткой необходимо срочно сделать электрокардиограмму, иногда — рентгенографию.

## Причина
Причина этого состояния — сдавливание нервных корешков межреберных нервов в области их выхода из позвоночного столба, что наблюдается, например, при остеохондрозе. Основными причинами возникновения невралгии могут быть: остеохондроз, неудачно сделанное резкое движение, работа в неудобном положении, сквозняк, большие физические нагрузки, переохлаждение, стресс, простудные заболевания, травма грудной клетки, нарушение обмена веществ и т. д. Возникновению невралгии в большинстве случаев предшествует мышечный спазм, который способствует раздражению нервных окончаний и, соответственно, возникновению выраженных болей.
Причиной опоясывающей боли на уровне грудной клетки могут быть другие заболевания грудного отдела позвоночника: спондилит, гормональная спондилопатия, болезнь Бехтерева, первичные или метастатические опухоли, опухоли грудного отдела спинного мозга, проблемы с желудком и другими органами брюшной полости (гастрит может вызвать в этой области болевые ощущения). Многочисленные причины действуют на фоне возрастных изменений в сосудах.
Иногда боль в грудной клетке может быть вызвана не только сдавливанием или раздражением межрёберных нервов, но и избыточным тонусом одной или нескольких мышц. Обычно это мышцы — разгибатели спины или мышцы плеча и лопатки. Мышечной боли характерно нарастание болевых ощущений при растяжении пострадавшей мышцы (наклон вперёд, движение плечом или лопаткой).
Межрёберной невралгией болеют в основном люди старшего возраста, когда все многочисленные причины действуют на фоне возрастных изменений в сосудах. У детей этот недуг практически не встречается.

## Лечение
Направлено на устранение болевого синдрома. Препараты назначаются в виде свечей или мазей. Важно знать, как правильно снять острую боль. Облегчить страдания помогут специальные обезболивающие препараты. 
В качестве местного лечения рекомендуется:
- прогревание болезненной области;
- применение специальных мазей;
- специальные (трансдермальные) пластыри.

Мази с диклофенаком, мелоксикамом и ибупрофеном улучшают кровообращение в месте дискомфорта, и снимают воспаление, тем самым уменьшая боль.

Также облегчить или снять боль можно сделав резкий глубокий вдох. 